# Takaroa (comuna)
Takaroa é uma comuna da Polinésia Francesa, no arquipélago de Tuamotu. Estende-se por uma área de 35 km², com  1.524 habitantes, segundo os censos de 2002, com uma densidade de 44 hab/km².